# 瀬戸 (瀬戸市)
瀬戸（せと）は、かつて愛知県瀬戸市にあった大字名。

## 地理
猿投山西麓に位置する。旧東春日井郡瀬戸村に由来する地域であり、現在の瀬戸市中央部に位置する73町（一里塚町・銀杏木町・泉町・春雨町・萩殿町・刎田町・西茨町・西本町・西印所町・西蔵所町・西十三塚町・西谷町・西拝戸町・西洞町・西郷町・西古瀬戸町・西権現町・陶栄町・陶本町・道泉町・藤四郎町・陶生町・陶原町・王子沢町・川合町・上ノ切町・窯神町・滝之湯町・祖母懐町・新道町・仲洞町・仲郷町・中山町・仲切町・馬ケ城町・蔵所町・熊野町・薬師町・山脇町・前田町・深川町・五位塚町・古瀬戸町・蛭子町・寺本町・東町・朝日町・秋葉町・幸町・栄町・宮里町・南仲之切町・京町・湯之根町・東茨町・東印所町・東権現町・東十三塚町・東洞町・東郷町・東古瀬戸町・東拝戸町・元町・背戸側町・末広町・須原町・杉塚町・東本町・東安戸町・南東町・宮脇町・安戸町・紺屋田町）にあたる。

### 河川
この項の参考資料
- 瀬戸川
- 紺屋田川（瀬戸川支流）
- 古瀬戸川（瀬戸川支流）
- 拝戸川（瀬戸川支流）
- 印所川（瀬戸川支流）
- 一里塚川（瀬戸川支流）
- 東茨川（瀬戸川支流）
- 西茨川（瀬戸川支流）
- 陣屋川（瀬戸川支流） ： 瀬戸市大字今との境になる。

## 歴史

### 地名の由来
諸説あるが、海路の磯近く山島の間をいう、陶所（すえどころ）が転じたもの、山間の狭い所を迫所（せと）という、などといわれている。

### 沿革
この項では、旧瀬戸村に関する変遷についても述べる。
- 室町時代には、尾張国山田郡瀬戸村として文献に名を残す[1]。
- 江戸時代には、尾張国春日井郡の尾張藩領水野代官所支配の瀬戸村となる[1]。
- 1880年（明治13年）2月5日 - 春日井郡が東西に分割され、東春日井郡瀬戸村となる[1][4]。
- 1889年（明治22年）10月1日 - 市制・町村制施行による瀬戸村となる[1][5]。
- 1892年（明治25年）1月29日 - 瀬戸村が町制施行し、瀬戸町となる[1][6]。
- 1925年（大正14年）8月25日 - 瀬戸町が赤津村・旭村大字今・旭村大字美濃ノ池を編入し、旧瀬戸町の区域は瀬戸町大字瀬戸となる[1][7]。
- 1929年（昭和4年）10月1日 - 瀬戸町が市制施行して瀬戸市になり、瀬戸市大字瀬戸となる[1][7]。
- 1942年（昭和17年）1月9日 - 瀬戸市大字瀬戸の全域が、一里塚町・銀杏木町・泉町・春雨町・萩殿町・刎田町・西茨町・西本町・西印所町・西蔵所町・西十三塚町・西谷町・西拝戸町・西洞町・西郷町・西古瀬戸町・西権現町・陶栄町・陶本町・道泉町・藤四郎町・陶生町・陶原町・王子沢町・川合町・上ノ切町・窯神町・滝之湯町・祖母懐町・新道町・仲洞町・仲郷町・中山町・仲切町・馬ケ城町・蔵所町・熊野町・薬師町・山脇町・前田町・深川町・五位塚町・古瀬戸町・蛭子町・寺本町・東町・朝日町・秋葉町・幸町・栄町・宮里町・南仲之切町・京町・湯之根町・東茨町・東印所町・東権現町・東十三塚町・東洞町・東郷町・東古瀬戸町・東拝戸町・元町・背戸側町・末広町・須原町・杉塚町・東本町・東安戸町・南東町・宮脇町・安戸町・紺屋田町に分割され廃止[2][8]。

- 蔵所町 ← 蔵所
- 西蔵所町 ← 蔵所
- 西本町1丁目 ← 蔵所、仲ノ切、東茨、西茨
- 西本町2丁目 ← 蔵所、西茨
- 南仲之切町 ← 蔵所、仲ノ切
- 東本町1丁目 ← 仲ノ切、東茨、上ノ切
- 東本町2丁目 ← 上ノ切
- 東茨町 ← 東茨、上ノ切
- 陶栄町 ← 東茨、上ノ切
- 萩殿町 ← 東茨、上ノ切
- 銀杏木町 ← 東茨、西茨
- 西茨町 ← 西茨、東犬塚
- 幸町 ← 東犬塚
- 東権現町 ← 東犬塚
- 西権現町 ← 西犬塚
- 熊野町 ← 西犬塚、森
- 陶原町1丁目 ← 西犬塚、森
- 陶原町2丁目 ← 森、清水田
- 陶原町3丁目 ← 森、清水田
- 陶原町4丁目 ← 西犬塚、清水田
- 陶原町5丁目 ← 西犬塚、清水田
- 陶原町6丁目 ← 清水田、吉田（大字今）
- 秋葉町 ← 上ノ切
- 蛭子町 ← 上ノ切
- 上ノ切町 ← 上ノ切
- 祖母懐町 ← 上ノ切
- 西郷町 ← 上ノ切、郷
- 仲郷町 ← 郷、一里塚
- 一里塚町 ← 郷、一里塚
- 春雨町 ← 一里塚
- 川合町 ← 一里塚
- 中山町 ← 郷、一里塚、東郷
- 東町 ← 一里塚、東洞
- 南東町 ← 東洞、仲洞
- 東洞町 ← 東洞、仲洞
- 王子沢町 ← 仲洞
- 西洞町 ← 一里塚、仲洞、東郷
- 仲洞町 ← 仲洞、東郷
- 寺本町 ← 東郷
- 東郷町 ← 東郷
- 陶生町 ← 東郷、郷、前田
- 杉塚町 ← 前田
- 前田町 ← 前田
- 薬師町 ← 前田、薬師
- 末広町1丁目 ← 薬師
- 末広町2丁目 ← 薬師
- 末広町3丁目 ← 薬師
- 古瀬戸町 ← 古瀬戸、紺屋田
- 東古瀬戸町 ← 古瀬戸、紺屋田
- 西古瀬戸町 ← 古瀬戸、紺屋田
- 紺屋田町 ← 紺屋田
- 五位塚町 ← 紺屋田
- 西拝戸町 ← 拝戸
- 東拝戸町 ← 拝戸
- 馬ケ城町 ← 拝戸
- 刎田町 ← 刎田
- 藤四郎町 ← 刎田
- 須原町 ← 刎田、宮脇
- 新道町 ← 刎田、宮脇
- 宮脇町 ← 宮脇、印所
- 泉町 ← 印所
- 西印所町 ← 印所
- 東印所町 ← 印所
- 湯之根町 ← 印所、背戸側、池田
- 背戸側町 ← 背戸側
- 仲切町 ← 背戸側、池田、前側
- 深川町 ← 池田
- 宮里町 ← 池田
- 栄町 ← 池田、一ノ坪
- 朝日町 ← 池田、前側、一ノ坪
- 西谷町 ← 前側、一ノ坪、安戸
- 窯神町 ← 前側、安戸
- 安戸町 ← 安戸
- 東安戸町 ← 安戸
- 道泉町 ← 安戸
- 元町1丁目 ← 一ノ坪
- 元町2丁目 ← 一ノ坪、山脇
- 元町3丁目 ← 山脇
- 滝之湯町 ← 山脇
- 陶本町1丁目 ← 一ノ坪
- 陶本町2丁目 ← 一ノ坪
- 陶本町3丁目 ← 一ノ坪
- 陶本町4丁目 ← 一ノ坪、山脇
- 陶本町5丁目 ← 一ノ坪、山脇
- 陶本町6丁目 ← 山脇
- 山脇町 ← 一ノ坪、山脇
- 京町1丁目 ← 山脇、十三塚
- 京町2丁目 ← 十三塚
- 東十三塚町 ← 十三塚
- 西十三塚町 ← 十三塚、追分（大字今）

## 施設

### 寺社
- 深川神社[1]
- 山神社[1]
- 社宮神[1]
- 権現[1]
- 曹洞宗宝泉寺[1]
- 薬師堂[1]
- 庚申堂[1]

### 教育
- 瀬戸陶器学校（のちの愛知県立瀬戸窯業高等学校、現・愛知県立瀬戸工科高等学校）[1]
- 陶原学校（のちの瀬戸第一尋常小学校、現・瀬戸市立陶原小学校）[1][9]
- 瀬戸第二尋常小学校（のちの瀬戸深川尋常小学校・瀬戸市立深川小学校）[9]
- 瀬戸第三尋常小学校（のちの瀬戸祖母懐尋常小学校・瀬戸市立祖母懐小学校）[10]
- 瀬戸道泉尋常小学校（のちの瀬戸市立道泉小学校）[11]
- 瀬戸古瀬戸尋常小学校（のちの瀬戸市立古瀬戸小学校）[12]

## 交通

### 鉄道
瀬戸自動鉄道→瀬戸電気鉄道→名古屋鉄道瀬戸線
- 瀬戸駅→尾張瀬戸駅

### バス
省営自動車岡多線
- 殿川町停留所
- 瀬戸記念橋駅
- 瀬戸公園停留所

省営自動車高蔵寺線
- 瀬戸電前停留所
- 瀬戸京町停留所

## その他
1882年（明治15年）瀬戸村時代の字名は以下の通りであった。
十三塚（じゅうさんづか）・安戸（やすと）・山脇（やまわき）・一ノ坪（いちのつぼ）・前側（まゑかわ）・背戸側（せとかわ）・池田（いけた）・印所（いんじょ）・宮脇（みやわき）・刎田（はねた）・紺屋田（こんやた）・古瀬戸（こせと）・拝戸（はいと）・東洞（ひがしほら）・仲洞（なかほら）・東郷（ひがしごう）・前田（まゑた）・薬師（やくし）・蔵所（くらじょ）・仲ノ切（なかのきり）・郷（ごう）・一里塚（いちりづか）・上ノ切（かみのきり）・東茨（ひがしいばら）・西茨（にしいばら）・東犬塚（ひがしいぬづか）・西犬塚（にしいぬづか）・森（もり）・清水田（しみづた）